# Reginald Brett, 2:e viscount Esher
Reginald Baliol Brett, 2:e viscount Esher, född 30 juni 1852, död 22 januari 1930, var en brittisk politiker, son till William Brett, 1:e viscount Esher.
Esher var 1880-85 liberal medlem av underhuset, efter 1899 pär. År 1901 blev han viceguvernör i Windsor Castle, 1895-1902 ständig understatssekreterare i ministeriet för allmänna arbeten och 1903-1904 ordförande i en kommission för omorganisering av krigsministeriet. Esher blev 1905 ständig medlem av riksförsvarskommissionen. Han framlade 1922 som medlem av Nationernas förbunds avrustningskommission ett förslag till internationell rustningsminskning. Escher är författare bland annat till The tragedy of Kitchener (1921).